# Bibliometri
Bibliometri är statistisk analys av publikationer som böcker, artiklar och andra kommunikationsmedia, genom exempelvis citeringsanalys, forskningstidskrifters påverkansfaktor eller forskares h-index.

## Vetenskaplig nivå som påverkar forskningsmedlen
I flera länder, särskilt i Norden, får forskare poäng efter hur många vetenskapliga publiceringar de gör, och vilken vetenskaplig nivå deras publiceringskanaler (vetenskapliga tidskrifter och vissa konferenser) anses ha. Poängsättningen påverkar den statliga tilldelningen av forskningsmedel till lärosäten och forskargrupper. Nationella listor och databaser över vetenskaplig publiceringskanaler med nivåindelning har tagits fram. 

### Danmark
Danmarks Den Bibliometriske Forskningsindikator(da) (BFI) delar upp vetenskapliga publiceringskanaler (vetenskapliga tidskrifter, med mera) i:
- Nivå 1: normal
- Nivå 2: hög
- Nivå 3: excellent

Förlag delas endast in i nivå 1 och 2. Ansvarig myndighet är Uddannelses- og Forskningsministeriet. 

#### Tidskrifter på excellent nivå
Följande tidskrifter har fått högsta nivå (3) av den danska bibliometriska forskningsindikatorn 2019:
| Tidskrift                                         | Grundad    | Huvudsakligt ämne  | Utgivare                                            |
| ------------------------------------------------- | ---------- | ------------------ | --------------------------------------------------- |
| Advanced Materials(en)                            | 1988       | Materialvetenskap  | Wiley-Blackwell                                     |
| Annals of Internal Medicine(en)                   | 1927       | Medicin            | American College of Physicians(en)                  |
| Annual Review of Earth and Planetary Sciences(en) | 1973       | Geovetenskap       | Annual Reviews(en)                                  |
| Cancer Cell(en)                                   | 2002       | Onkologi           | Cell Press(en)                                      |
| Cell (tidskrift)(en)                              | 1974       | Cellbiologi        | Cell Press(en)                                      |
| Cell Metabolism(en)                               | 2005       | Fysiologi          | Cell Press(en)                                      |
| Cell Stem Cell(en)                                | 2007       | Utvecklingsbiologi | Cell Press(en)                                      |
| Materials Science and Engineering Reports(en)     | 1993       | Materialvetenskap  | Elsevier                                            |
| Nature                                            | 1869-11-04 | Naturvetenskap     | Nature Publishing Group(en)                         |
| Nature Biotechnology(en)                          | 1983       | Bioteknik          | Nature Publishing Group(en)                         |
| Nature Cell Biology(en)                           | 2005       | Cellbiologi        | Nature Publishing Group(en)                         |
| Nature Genetics                                   | 1992       | Genetik            | Nature Publishing Group(en)                         |
| Nature Geoscience(en)                             | 2008       | Geovetenskap       | Nature Publishing Group(en)                         |
| Nature Materials(en)                              | 2002       | Materialvetenskap  | Nature Publishing Group(en)                         |
| Nature Medicine(en)                               | 1995       | Medicin            | Nature Publishing Group(en)                         |
| New England Journal of Medicine                   | 1812       | Medicin            | Massachusetts Medical Society(en)                   |
| Progress in Materials Science(en)                 | 1949       | Materialvetenskap  | Elsevier                                            |
| Quarterly Journal of Economics(en)                | 1886       | Nationalekonomi    | Oxford University Press                             |
| Reviews of Geophysics(en)                         | 1963       | Geofysik           | Wiley-Blackwell                                     |
| Science                                           | 1880       | Vetenskap          | American Association for the Advancement of Science |
| The Lancet                                        | 1823       | Medicin            | Elsevier                                            |
| The Review of Economic Studies(en)                | 1933       | Nationalekonomi    | Oxford University Press                             |

### Norge
Det norska publikationsrapporteringssystemet CRIStin(no) delar upp vetenskapliga publikationskanaler i två nivåer:
- Nivå 2: de publiceringskanaler som har högsta kvalitet inom sin disciplin och som utgör 20 procent av publiceringsvolymen.
- Nivå 1: övriga vetenskapliga publiceringskanaler.

Det finns en koppling, men ingen direkt korrespondens, mellan nivå och impact factor. Även förlag delas upp på nivåerna 1 och 2.
Den norska myndigheten Norsk senter for forskningsdata(no) hanterar arbetet, och koordinerar även det tekniska arbetet med att harmonisera de nordiska listorna över nivåindelningen, med visionen att ta fram en nordisk lista.

### Sverige
[källa behövs]
Den norska listan används ibland även i Sverige som för bedömning av institutioner eller enskilda forskare, samt för tilldelning av forskningsmedel.
I Sverige används den så kallade Svenska listan, ett register över sakkunniggranskade publiceringskanaler. Informationen samlas i publikationsdatabasen Swepub, där den är tillgänglig för kvalitetssäkrade bibliometriska analyser. Swepub förvaltas och vidareutvecklas av Kungliga biblioteket, i samarbete med Vetenskapsrådet samt svenska universitet och högskolor.